# 張興
張 興（チャン・フン、장흥）は、日本統治時代の朝鮮の独立運動家、及び大韓民国の軍人。別名は張基鎭。中国名は宋鼎憲。韓国軍では、金九の腹心であったため閑職に追いやられた。

## 経歴
1903年、京畿道高陽郡に生まれる。坡州郡奉日川公立普通学校卒業。農業に従事。1925年2月、上海に亡命。
1926年3月、黄埔軍官学校入学。第5期歩科第2学生隊配属。1927年8月、卒業。義烈団に加入。第22師第58団准尉見習官を経て同年11月1日に陸軍軍官学校第6期少尉区隊附。1928年1月1日、陸軍軍官学校政治部黄埔書社社員。1929年1月1日、憲兵第2団第3営排長。1932年1月1日、憲兵第1団第1営営本部中尉副官。1932年12月15日、憲兵司令部下関船舶検査所検査員。1934年、南京憲兵司令部郵電検査所で活動。1935年5月1日、憲兵司令部警務処上尉処員。1936年4月22日、憲兵上尉。貴陽衛戍司令部に服務。1937年、朝鮮民族革命党監察委員。1939年7月1日、憲兵第8団第1営少校営附。1940年12月1日、憲兵第8団団附。1942年10月1日、憲兵第8団第2営営長。1944年10月、江西省粛奸委員会監察処長兼任。1945年3月9日、憲兵中校。1945年10月、韓国光復軍総司令部高級参謀に転任と同時に派遣され、駐上海臨時政府宣撫団団長を兼任して韓僑の帰国事務を專擔処理した。駐漢口暫編支隊（支隊長：權晙）副支隊長。1945年10月、光復軍江南独立支隊長。1945年11月23日、憲兵司令部附員。1947年1月1日、中央訓練団第17軍官総隊第5大隊第24中隊隊員。1947年4月1日、中国軍を退役。同年7月、帰国。
1948年10月、陸軍士官学校特別第7期卒業（軍番12320番）。同年12月10日、中領進級。
1949年1月、憲兵司令官。1949年3月1日、1949年6月4日、大領進級。憲兵学校校長兼任。麗水・順天事件後、憲兵司令部や陸軍本部情報局は左翼勢力摘発のため、民間の査察を強化した。これらは裁判官の令状無しに行われた不法行為であり、1949年4月13日、憲兵隊が民間人を取締または拘引することは不法越権行為であり、これを厳格に禁止するという談話を発表した。1949年6月、国家保安法反対と駐韓米軍撤収を主張していた国会議員が憲兵隊によって検挙された（国会フラクション事件）。張興はこの事件を裁判所に任せようとしたが、陸軍参謀総長蔡秉徳大領の命令で副司令官の田鳳徳が捜査本部長となり事件を捜査した。
1949年6月26日に金九が暗殺されると翌27日付で憲兵司令官を解任。解任後は陸軍本部附。
1949年7月15日、第6師団附。
1949年9月、春川地区兵事区司令官。
1950年3月15日、第6師団司令部附。
1950年5月、青年防衛隊第5団訓練指導官。1950年6月10日、青年防衛隊顧問官。
1950年8月13日、第1軍団人事参謀（同年9月5日まで）。同年9月25日、慶尚南道地区兵事区司令官（～1951年1月25日）兼慶尚南道戒厳民事部長。
1951年2月5日、全羅南道地区兵事区司令官。同年5月27日、全羅南道地区戒厳民事部長兼任。
1953年5月4日、任准将。1953年7月31日、国防部第4（兵務）局長。1954年7月10日、陸軍本部兵務監。1955年10月、第3軍管区副司令官。1958年8月、陸軍本部戦史監。1959年4月10日、少将進級と同時に予備役編入。
1959年6月から1967年2月までハンミ産業株式会社専務役に在任。
1967年4月、援護処援護審査委員長。
1968年3月、大統領令第34941号により愛国表彰状を授与。
1972年4月、光復会副会長。
1983年2月6日午前6時30分、ソウルの自宅で老衰により死亡。
1990年、建国勲章愛国章追叙。

## 参考
- 楊昭全 編 (1987). 关内地区朝鲜人反日独立运动资料汇编（1919-1945） 上下册. 辽宁民族出版社
- 憲兵史編纂委員 編 (1952). 韓國憲兵史. 憲兵司令部
- 兵務廳 (1986). 兵務行政史 上巻. 兵務廳
- 박동찬 (2014) (PDF). 통계로 본 6·25전쟁. 국방부 군사편찬연구소. ISBN 979-11-5598-010-1
- 장흥 (2025). 장흥자서전　전격 교체된 대한민국 초대 헌병사령관. 한울. ISBN 978-89-460-8364-6
- 노영기 (2020). “여순사건 이후 한국군의 변화와 ‘정치화’”. 史叢 (역사연구소) 100:  33-68.